# Comitatul Yellowhead, Alberta
Comitatul Yellowhead, din provincia Alberta, Canada este un district municipal, amplasare coordonate 53°34′54″N 116°26′04″W / 53.581667°N 116.434444°V. Districtul se află în Diviziunea de recensământ 14. El se întinde pe suprafața de 22,296.26 km2  și avea în anul 2011 o populație de 10,469 locuitori.
Cities Orașe
--
Towns Localități urbane
- Edson
- Hinton

Villages Sate
--
Summer villages Sate de vacanță
- Tollerton

Hamlets, cătune
- Brule
- Cadomin
- Evansburg
- MacKay
- Marlboro
- Niton Junction
- Peers
- Pinedale
- Pine Shadows
- Robb
- Wildwood

Așezări
- Ansell
- Balkan
- Basing
- Bickerdike
- Branch Inn Trailer Court
- Brule Mines
- Brûlé Mines
- Bryan
- Calvert
- Carrot Creek
- Chip Lake
- Coal Valley
- Coalspur
- Dalehurst
- Diss
- Drinnan
- Embarras
- Entrance
- Erith
- Erith Tie
- Fidler
- Foothills
- Galloway
- Granada
- Grave Flats
- Gregg Subdivision
- Haddock
- Hanlon
- Hansonville
- Hargwen
- Hattonford
- Hoff
- Holloway
- Hornbeck
- Kaydee
- Leaman
- Leyland
- Lobstick
- Lovettville
- Luscar
- Mahaska
- Matthews Crossing
- McLeod River
- McLeod Valley
- Medicine Lodge
- Mercoal
- Mountain Park
- Mountain View Estates
- Niton
- Nojack sau No Jack
- Northville
- Obed
- Oke
- Old Entrance
- Park Court
- Pedley
- Pembina Forks
- Pine Dale Subdivision
- Pine Shadows
- Pinedale Estates
- Pioneer
- Rangeton
- Ravine
- Reco
- Rosevear
- Shaw
- Shining Bank
- Solomon
- Steeper
- Sterco
- Styal
- Swan Landing
- Trade Winds Trailer Court
- Two Rivers Estates
- Weald
- Wild Hay
- Wolf Creek
- Yates

1. 1 2  Population and dwelling counts, for Canada, provinces and territories, and census subdivisions (municipalities), 2016 and 2011 censuses – 100% data (în engleză), 20 februarie 2019